# Liao Chia-Hsing
Liao Chia-Hsing (25 de abril de 1979) es un deportista taiwanés que compitió en taekwondo. Ganó una medalla de bronce en los Juegos Asiáticos de 2006, y una medalla de bronce en el Campeonato Asiático de Taekwondo de 2006.

## Palmarés internacional
| Representando a China Taipéi |                     |                   |           |
| Juegos Asiáticos             |                     |                   |           |
| Año                          | Lugar               | Medalla           | Categoría |
| 2006                         | Doha (Catar)        | Medalla de bronce | –78 kg    |
| Campeonato Asiático          |                     |                   |           |
| Año                          | Lugar               | Medalla           | Categoría |
| 2006                         | Bangkok (Tailandia) | Medalla de bronce | –78 kg    |